# 胡蜂園盛信
胡蜂園 盛信（こほうえん もりのぶ、生没年不詳）とは、江戸時代の浮世絵師。

## 来歴
師系・経歴不明。作画期は安政頃とされ、「新板東海道五十三次道中双六」が作として知られる。歌川派の画風とされる。